# Het Manneke
Het Manneke was een Vlaams komisch televisieprogramma dat tussen 1961 en 1963 dagelijks werd uitgezonden op de toenmalige BRT. De hoofdrol werd vertolkt door Jef Cassiers.

## Concept
"Het Manneke" bestond vooral uit korte sketches van ongeveer drie minuten waarin niet gesproken werd. Er werd vooral gebruikgemaakt van slapstick en andere visuele humor. De afleveringen werden destijds vlak voor Het Journaal uitgezonden. De serie werd geregisseerd door Herman Wuyts. Ook de broer van Jef, François Cassiers (afgekort Cois), en Doris Van Caneghem acteerden af en toe mee.
De bekendste attributen van "Het Manneke" waren een stofjas, een hoedje, lange sjaal en een ladder.

## Stripversie
Cassiers maakte vanaf 1962 ook een stopcomic vedettenstrip rond zijn typetje, eerst in samenwerking met tekenaar Pil (Joë Meuleplas) en later ook met Mark Payot. De strip werd in "Kwik" en Het Laatste Nieuws gepubliceerd. Uitgeverij Zuid-Nederlandse publiceerde er twee albums rond.

## Bron
1. ↑  KOUSEMAKER, Kees en Evelien, "Wordt Vervolgd- Stripleksikon der Lage Landen", Uitgeverij Het Spectrum, Utrecht, Antwerpen, 1979, blz. 121.
2. ↑  https://www.lambiek.net/artists/p/payot_mark.htm. Gearchiveerd op 31 maart 2023.